# Thomas Artus
Pour les articles homonymes, voir Artus.
Thomas Artus, dit Sieur d'Embry, né vers le milieu du XVIe siècle à Paris, mort après 1614, est un écrivain, chroniqueur (et peut-être traducteur) français inconnu. Il s'agit probablement d'un pseudonyme, et l'identité réelle de cet auteur a fait l'objet de spéculations (récemment analysées par Grégory Rabaud) qui ont probablement contribué à son attrait littéraire.

## Œuvre littéraire
Sa première publication, en 1600, chez le marchand-libraire parisien Lucas II Breyel (sous privilège du roi), serait un petit livre dédicacé  à Mademoiselle Élizabeth de Ligny, signé « Votre très humble & obéissant serviteur A.T. », regroupant trois traités moraux : Discours contre la médisance, Si l'on peut dire que la vertu est plus rigoureusement punie que le vice. Dialogue, et Qu'il est bien séant que les filles soient savantes. Discours.
il pourrait être l'auteur (A.T.) en 1598, chez le même libraire d'un texte publié dans le même style, intitulé : Discours contre un petit traicté intitulé : L'exhortation aux Dames vertueuses démontrant le vrai point d'honneur ; un libelle cette fois dédié aux sœurs Marguerite et Anne d'Elbène (une famille florentine proche des Valois).
On lui doit ensuite une volumineuse 'Histoire des Turcs, où il affirme que seuls les « gens d'honneur & de jugements qui ont été sur les lieux, & ont reconnu particulièrement les choses […] » ou « les mémoires des sieurs Ambassadeurs Français qui ont été à la Porte […] » peuvent lui servir de source pour discourir longuement du règne d'Ahmed Ier ». Il y décrit l'histoire de l'Empire ottoman, dans un in-folio publié en 1612, document le plus important sur le monde turc alors disponible, réédité en 1620 puis en 1632, mais qui ne semble pas avoir accordé une grande notoriété à son auteur. Cet ouvrage aura une suite (« Continuation de l'Histoire des Turcs » en 1632
Il s'est par contre fait connaître par les Hermaphrodites, ou Isle des hermaphrodites nouvellement découverte, avec les mœurs, lois, coutumes et ordonnances des habitants d'icelle, 1605, petit livret in-12, de 200 pages environ, qui est une satire des grands de ce monde. Une partie de la tradition littéraire considère ce texte initialement paru comme ouvrage anonyme, imprimé sans indication de lieu ni de date au début du XVIIe siècle, comme caricaturant de la cour d'Henri III (selon D. Harnik : « Au détour de remarques subtiles mais évidentes et de références bien ajustées, le lecteur devine qu'il s'agit du roi Henri III de Valois et de ses compagnons les “mignons” »), tandis que les sources de l'époque en font plutôt une satire de celle d'Henri IV.
Le frontispice de la plupart des exemplaires conservés, est orné d'une gravure portant comme titre « Les Hermaphrodites » avec une devise « à tous accords » surmontant le dessin d'un personnage habillé comme un homme mais coiffé comme une femme, dont l'ambiguïté sexuelle est expliquée par quelques vers : 
Ie ne ſuis masle ny femelle
Et ſi ie ſuis bien en ceruelle
Lequel des deux ie doibs choiſir
Mais qu'importe à qui on reſſamblev
Il vault mieux les avoir enſemble
On en reçoit double plaiſir..

### Contenu
L'auteur décrit une réunion d'amis à la campagne, organisée par l'un d'entre eux, qui, à peine rentré en France après une période d'exil, raconte ses aventures, en particulier la découverte d'une île connue sous le nom d'« Île des Hermaphrodites », dont il décrit le palais et les habitants (inspirés en partie au moins des textes anciens décrivant Héliogabale). Selon Marianne Closson, les habitants de l'Isle des hermaphrodites sont décrits comme étant des créatures à la fois hommes et femmes, ou plutôt hommes efféminés. Sur une tapisserie du palais est tissée la représentation de l'opération de changemnt de sexe d'Héliogabale, le fondateur de leur société : « estendu tout nud sus une table », l'empereur est entouré de personnages qui tentent de le faire devenir femme, mais ne parviennent à fabriquer qu'un être du « genre neutre » (p. 37). (...) il n'est ni homme, ni femme et cache ce néant par l'artifice du costume et du fard. L'ouvrage est une satire mais aussi, comme l'indique son sous-titre, « avec les mœurs, loix, coutume, et ordonnances des habitants d'icelle », une dystopie : les "seigneurs-dames" raffinés ont en effet pour seule règle la volupté, et ne croient ni à la Providence ni à l'immortalité de l'âme.
Le récit viatique est en effet suivi d'une section rapportant une liste des « ordonnances » de l'île : une législation paradoxale autorisant dans l'île ce qui est normalement interdit ailleurs : les crimes, et tout particulièrement les « parricides, matricides, frattricides » ou les incestes « méritent tous les honneurs s'ils ont été commis au nom de l'intérêt, et les enfants sont dès leur plus jeune âge initiés à la volupté (p.90-92). » Le plaisir est le principe même surlequel se crée une contre-société, qui inverse toutes les règles de la religion et de la morale chrétiennes estime Marianne Closson.
L'ouvrage est suivi de trois éléments :
- un texte poétique intitulé Contre les Hermaphrodites et
- deux essais ou traités « moraux », supposément écrits par un habitant de l'île qui refuse de se conformer à ses lois, respectivement intitulés : 
  - « Du souverain bien de l'Homme » ;
  - « Que l'Ame de l'Homme doit avoir le soing des choses corporelles »..

## Spéculations sur l'auteur
L'identité réelle de T. Artus suscite la curiosité dès la publication du livre, dont celle de Pierre de L'Estoile, qui écrivit au mois d'avril 1605 dans son journal : 

« Le livre des Hermaphrodites fust imprimé et publié en mesme temps, et se voiioit à Paris en ce mesme mois […]. Ce petit libelle (qui estoit assés bien fait) sous le nom de ceste isle imaginaire, descouvroit les mœurs et façons de faire impies et vicieuses de la cour, faisant voir clairement que la France est maintenant le repaire et l'azille de tout vice, volupté, et impudence, au lieu que jadis elle estoit une academie honorable et seminaire de vertu. Le Roy le voulut voir et se le fist lire, et encores qu'il le trouvast un peu libre et trop hardi, il se contenta neantmoins d'en apprendre le nom de l'aucteur qui estoit Arthus Thomas, lequel il ne voulust qu'on recherchast, faisant conscience [disoit-il] de fascher un homme pour avoir dit la verité. »

Plusieurs noms ont été proposés, analysés en 2017 par Grégory Rabaud.
Alexandre Cioranescu évoque un « A.T., avocat en Parlement » qui aurait traduit du castillan au français Les grandeurs et excellences du glorieux S. Joseph, époux de la très-sainte Vierge Marie, mère de Dieu du prédicateur Jerónimo Gracián (1545-1614) en 1627, Artus aurait alors aussi été traducteur, mais sans qu'on puisse à ce jour le prouver selon Grégory Rabaud.

## Éditions
- Les Hermaphrodites par Thomas Artus (1605) lire en ligne sur Gallica
- Description de l'isle des Hermaphrodites nouvellement découverte, Cologne Bruxelles, chez les héritiers de H. Demen François Foppens, 1724, in-12 (lire en ligne) sur Google Livres.
- BM de Senlis, Histoire générale des Turcs, contenant l'histoire de Chalcondyle [...] avec la continuation par Thomas Artus [...], Paris, chez Augustin Courbé, 1662, in-fol (lire en ligne)
- L'Isle des Hermaphrodites  (édition, introduction et notes par Claude-Gibert Dubois), Genève, Droz, coll. « Textes littéraires français » (no 467), 1996, 204 p. (ISBN 2-600-00132-8, présentation en ligne).